# 396年
| 千纪： | 1千纪 |
| 世纪： | 3世纪 \| 4世纪 \| 5世纪 |
| 年代： | 360年代 \| 370年代 \| 380年代 \| 390年代 \| 400年代 \| 410年代 \| 420年代                                                                                |
| 年份： | 391年 \| 392年 \| 393年 \| 394年 \| 395年 \| 396年 \| 397年 \| 398年 \| 399年 \| 400年 \| 401年                                                          |
| 纪年： | 丙申年（猴年）；东晋太元二十一年；后燕建興十一年，永康元年；后秦皇初三年；西秦太初九年；北魏登国十一年，皇始元年；后凉麟嘉八年，龍飛元年；高句丽永乐六年 |

## 大事记
- 三月，慕容垂從中山出發，偷襲平城，拓跋珪率眾北退陰山，避其鋒芒，鎮守平城的拓跋虔完全沒有防備，被慕容垂一舉擊潰，平城失守。慕容垂因見參合陂堆積如山的燕兵屍體而發病，被逼退兵。
- 6月2日——燕成武帝慕容垂在回軍途中病逝于上谷，太子慕容寶繼位為帝，是為燕惠愍帝。
- 七月，拓跋珪建天子旌旗，並改元皇始，並正式圖取後燕所佔的中原土地。
- 八月，北魏道武帝拓跋珪趁參合陂之戰餘威大舉討伐後燕，親率四十多萬大軍南出馬邑，越過句注南攻後燕并州，同時又命封真率偏師進攻幽州。
- 九月，北魏進軍晉陽，并州牧遼西王慕容農出戰但大敗，晉陽城守將慕輿嵩叛燕逼使慕容農率眾東走逃奔中山郡，北魏遂奪取後燕并州 。
- 十月，北魏道武帝拓跋珪越過太行山率軍取道該路進攻後燕京師中山城，遭燕軍力拒。
- 11月6日——晉孝武帝司馬曜被寵妃張貴人所殺，未及寫下遺詔，次日晉安帝司馬德宗繼位，司馬道子執掌朝政。
- 呂光改稱天王，國號大涼，改元龍飛。

## 出生
- 佩特羅尼烏斯·馬克西穆斯（396年－455年），西羅馬帝國皇帝。

## 逝世
- 6月2日——燕成武帝慕容垂（326年出生）
- 11月6日——晉孝武帝司馬曜，晋简文帝的第三个儿子，晋安帝和晋恭帝的父亲。
- 拓跋虔，魏昭成帝拓跋什翼犍之孙，拓拔紇根之子。道武帝拓跋珪的堂弟。
- 段元妃，後燕開國皇帝成武帝慕容垂的皇后，被慕容寶派慕容麟逼迫自殺。